# Bergelmir (astronomia)
Bergelmir, o Saturno XXXVIII, è un satellite naturale irregolare del pianeta Saturno.

## Scoperta
La scoperta di Bergelmir fu annunciata il 4 maggio 2005 da una squadra di astronomi dell'Università delle Hawaii composta da Scott S. Sheppard, David C. Jewitt, Jan Kleyna e Brian G. Marsden sulla base di osservazioni effettuate tra il 12 dicembre 2004 ed il 9 marzo 2005. Al momento della scoperta venne identificato dall'Unione Astronomica Internazionale mediante la designazione provvisoria S/2004 S 15.

## Denominazione
Il satellite ricevette la sua denominazione ufficiale nell'aprile 2007. Il nome fa riferimento alla figura di Bergelmir, un gigante di brina, figlio di Þrúðgelmir, il gigante nato dai piedi di Ymir, secondo la mitologia norrena. Bergelmir e sua moglie furono gli unici giganti che sopravvissero al diluvio di sangue fuoriuscito dalle ferite del gigante progenitore Ymir, quando egli venne ucciso da Odino e dai suoi fratelli. Bergelmir divenne allora il progenitore di una nuova razza di giganti.

## Parametri orbitali
Il satellite è caratterizzato da un movimento retrogrado. Ha un diametro di circa 6 km e orbita attorno a Saturno in 1000,659 giorni, a una distanza media di 19,372 milioni di km, con un'inclinazione di 157° rispetto all'eclittica (134° rispetto al piano equatoriale di Saturno), con un'eccentricità orbitale di 0,152. Il suo periodo di rotazione è di 8,13±0,09 ore.